# Dalmatinerkrage
Dalmatinerkrage (Tanacetum cinerariifolium ) är en växtart i familjen korgblommiga växter.
Arten har ursprungliga populationer i sydvästra Slovenien, Kroatien och Bosnien och Hercegovina. Kanske når utbredningsområdet fram till norra Albanien. I nordöstra och nordvästra Italien vid havet är arten introducerad. Den växer i klippiga bergstrakter mellan 1200 och 2200 meter över havet. Dalmatinerkrage är en ört som varje år utvecklas från rötterna. Den hittas i gräsmarker och i regioner med glest fördelad växtlighet.
Några exemplar plockas som prydnadsväxt. Hela populationen anses vara stor. IUCN listar arten som livskraftig (LC).

## Synonymer
Chrysanthemum cinerariifolium (Trevir.) Vis.
Pyrethrum cinerariifolium Trevir.